# Platyarthrus caudatus
Platyarthrus caudatus là một loài chân đều trong họ Platyarthridae. Loài này được Aubert & Dollfus miêu tả khoa học năm 1890.